# Eleanor Tomlinson
Eleanor May Tomlinson (* 19. Mai 1992 in London) ist eine britische Schauspielerin.

## Leben und Karriere
Tomlinson wurde am 19. Mai 1992 in London geboren und zog in jungen Jahren mit ihrer Familie nach Beverley, East Riding of Yorkshire und besuchte dort die Beverley High School. Sie ist die Tochter der Sängerin Judith Hibbert und des Schauspielers Malcolm Tomlinson. Ihr 1994 geborener Bruder, Ross Tomlinson, ist ebenfalls Schauspieler.
Tomlinson wurde durch die Rolle der jungen Sophie in The Illusionist bekannt. 2008 war sie in dem Coming-of-Age-Film Frontalknutschen als Jas zu sehen. Für den ProSieben Mystery-Thriller Hepzibah – Sie holt dich im Schlaf übernahm Tomlinson die Hauptrolle der Kirsten Schwarz. Ihr Durchbruch gelang mit der Rolle der Fiona Chattaway an der Seite von Johnny Depp, Helena Bonham Carter und Anne Hathaway in dem Spielfilm Alice im Wunderland. Im selben Jahr war sie neben Sean Bean in dem Syfy-Fernsehfilm Lost Future – Kampf um die Zukunft in einer Hauptrolle zu sehen. Im September 2012 erhielt sie eine Nebenrolle in der Starz-Fernsehserie The White Queen als Isabel Neville.
Im Februar 2013 wurde der Film Educazione Siberiana von Gabriele Salvatores auf der Internationalen Filmfestspiele Berlin gezeigt, in dem Tomlinson als Xenya zu sehen ist. Ebenfalls 2013 war sie in dem Fantasyfilm Jack and the Giants als Prinzessin Isabelle neben Nicholas Hoult zu sehen.
2018 veröffentlichte die Schauspielerin ein Gesangsalbum mit Traditionals und Coverversionen von Folkoldies unter dem Titel Tales from Home.
Im Juli 2022 heiratete Tomlinson den Rugbyspieler Will Owen.

## Filmografie (Auswahl)
- 2005: Falling (Fernsehfilm)
- 2006: The Illusionist
- 2007: Einstein and Eddington (Fernsehfilm)
- 2008: Frontalknutschen (Angus, Thongs and Perfect Snogging)
- 2009: The Sarah Jane Adventures (Fernsehserie, Episode 3x04)
- 2010: Hepzibah – Sie holt dich im Schlaf (Fernsehfilm)
- 2010: Alice im Wunderland (Alice in Wonderland)
- 2010: Lost Future – Kampf um die Zukunft (The Lost Future, Fernsehfilm)
- 2013: Sibirische Erziehung (Educazione Siberiana)
- 2013: Jack and the Giants (Jack the Giant Slayer)
- 2013: The White Queen (Miniserie, 7 Episoden)
- 2013: Death Comes to Pemberley (Miniserie, 3 Episoden)
- 2013: Agatha Christie’s Poirot (Fernsehserie, Episode 13x04)
- 2014: Styria
- 2015–2019: Poldark (Fernsehserie, 43 Episoden)
- 2016: Alleycats – Tödliche Lieferung (Alleycats)
- 2017: Loving Vincent
- 2018: Colette
- 2018: Tödlicher Irrtum (Ordeal by Innocence, Miniserie, 3 Episoden)
- 2019: The War of the Worlds – Krieg der Welten (The War of the Worlds, Miniserie, 3 Episoden)
- 2020: Love Wedding Repeat
- 2021–2023: The Nevers (Fernsehserie, 5 Episoden)
- 2021: Intergalactic (Fernsehserie, 8 Episoden)
- 2021–2024: The Outlaws (Fernsehserie, 17 Episoden)
- 2023: Ein Funken Hoffnung – Anne Franks Helferin (A Small Light, Fernsehserie, 3 Episoden)
- 2023: The Couple Next Door (Fernsehserie, 6 Episoden)
- 2024: Zwei an einem Tag (One Day, Fernsehserie, 5 Episoden)